# 靠近我 (艾麗·高登、迪波洛和斯韋·李歌曲)
〈靠近我〉是英國歌手艾麗·高登、美國唱片製作人迪波洛和美國說唱歌手斯韦·李於2018年10月24日發行的單曲。收錄於艾麗·高登第四張個人專輯《湛藍》中。《告示牌》的編輯將其選為「2018年度最佳舞曲和電子歌曲」第20名，稱讚迪波洛用簡單的製作烘托高登強而有力的表演，斯韦·李的加入更是點睛之筆。

## 製作與發行
靠近我時長3分2秒，每分鐘72拍，以
拍的E大調譜寫，兩位歌手演唱時的音域介於E3和C♯5之間。歌曲由艾麗·高登、沙凡·科提查、彼得·斯文森、伊利亚·萨尔曼扎德、斯韦·李和迪波洛共同撰寫。歌曲闡述一段紛亂且注定失敗的關係，面對當時（美國）的動盪局面，高登和科提查想逃避一切，兩人在洛杉磯的錄音室裡隨興彈奏吉他並哼了幾句。覺得歌曲少了什麼的高登，將樣曲寄給迪波洛，對方僅花費一晚就完成了作品，並推薦斯韦·李參與演唱。
為宣傳歌曲，高登清空了社交媒體，僅留下一張有著自己、迪波洛與斯韦·李紋身手臂的圖片，上面寫上。2018年10月24日，Close to Me正式發行，高登登上BBC廣播一台宣傳作品。靠近我先是於10月26日被派台至義大利電台，又在於11月6日被派台至美國電台。收錄4首混音的迷你專輯於隔年2月1日發行。2019年4月5日，高登推出和Red Velvet合作的版本，成員取代斯韦·李的段落，並附上Yeri和Joy新填的歌詞。
匈牙利旅遊局和團隊合作拍攝音樂錄影帶，黛安·馬特爾負責導演，穿著時髦的艾麗·高登在諾大的布達佩斯盡情奔跑、跳舞。

## 商業成績
靠近我以36名初登場英國單曲排行榜，並在第7周來到最高位置第17名，歌曲在榜上待了16周，並獲得英国唱片业协会金唱片認證。靠近我還登上其他國家的音樂排行榜，累積獲得10國唱片認證。

## 參與名單
人員名單來自靠近我簡介。
- 聯合演出 – 艾麗·高登、斯韦·李、ILYA（英语：Ilya Salmanzadeh）、彼得·斯文森、沙凡·科提查
- 歌唱 – 艾麗·高登、斯韦·李
- 工作室人員 – 斯韦·李、迪波洛、山姆·霍蘭德（Sam Holland）、柯瑞·布里斯（Cory Brice）、傑瑞米·萊爾托拉（Jeremy Lertola）、蘭迪·蘭菲爾（Randy Lanphear）、約瑟夫·「JoPnda」·戈麥斯（Josef "JoPnda" Gomez）、塞爾邦·加納（英语：Serban Ghenea）、约翰·哈内斯（John Hanes）、
- 工程師 – 斯韦·李、迪波洛、山姆·霍蘭德、约翰·哈内斯
- 製作人 – 、迪波洛、艾拉羅（Alvaro）、巴斯·范達倫（Bas van Daalen）
- 歌唱製作 –
- 吉他 – 、彼得·斯文森
- 貝斯吉他 –
- 鍵盤鋼琴 –
- 鼓 –
- 打擊樂 –
- 背景人聲 – 、沙凡·科提查
- 打擊樂 –
- 編程 – 、迪波洛、艾拉羅、巴斯·范達倫
- 額外製作 – 艾拉羅、巴斯·范達倫
- 錄音工程助理 – 柯瑞·布里斯
- 錄音工程 – 蘭迪·蘭菲爾
- 混音助理 – 蘭迪·蘭菲爾、約瑟夫·「JoPnda」·戈麥斯
- 錄音 – 塞爾邦·加納
- 母帶工程 –
- 詞曲創作 – 艾麗·高登、沙凡·科提查、彼得·斯文森、伊利亚·萨尔曼扎德（英语：Ilya Salmanzadeh）、K Brown、托馬斯·韋斯利·彭茨

## 榜單表現
| 排行榜（2018－19年）                         | 排名 |
| -------------------------------------------- | ---- |
| 澳大利亞（澳大利亚唱片业协会單曲榜）         | 25   |
| 奧地利（Ö3四十強單曲榜）                     | 32   |
| 比利时佛兰德（Ultratop五十強單曲榜）         | 16   |
| 比利時瓦隆（Ultratop五十強單曲榜）           | 4    |
| 玻利維亞（拉美監控）                         | 18   |
| 加拿大（Canadian Hot 100）                   | 24   |
| 加拿大（《告示牌》AC）                       | 29   |
| 加拿大（《告示牌》CHR/Top 40）               | 2    |
| 加拿大（《告示牌》Hot AC）                   | 2    |
| 獨立國協（Tophit電台榜）                     | 13   |
| 克羅埃西亞（克羅埃西亞電台榜）               | 43   |
| 捷克（電台百大單曲榜）                       | 4    |
| 捷克（百強數位單曲榜）                       | 15   |
| 愛沙尼亞（Eesti Tipp-40）                    | 38   |
| 芬蘭（芬蘭官方單曲榜）                       | 20   |
| 法國（法國唱片出版業公會單曲榜）             | 121  |
| 德國（德國官方單曲榜）                       | 44   |
| 希臘（國際唱片業協會希臘分會國際單曲榜）     | 52   |
| 匈牙利（四十強電台榜）                       | 13   |
| 匈牙利（四十強串流榜）                       | 16   |
| 愛爾蘭（愛爾蘭唱片音樂協會单曲榜）           | 8    |
| 意大利（意大利音乐产业联盟）                 | 56   |
| 黎巴嫩（黎巴嫩官方二十强榜）                 | 14   |
| 馬來西亞（馬來西亞唱片業協會）               | 17   |
| 荷蘭（荷蘭四十強單曲榜）                     | 9    |
| 荷蘭（百大單曲榜）                           | 22   |
| 新西兰（新西兰官方音乐榜）                   | 17   |
| 波蘭（波蘭百強電台榜）                       | 6    |
| 葡萄牙（葡萄牙唱片業協會）                   | 40   |
| 俄羅斯（Tophit電台榜）                       | 9    |
| 蘇格蘭（官方榜单公司單曲榜）                 | 22   |
| 新加坡（新加坡唱片業協會）                   | 10   |
| 斯洛伐克（電台百大單曲榜）                   | 8    |
| 斯洛伐克（百強數位單曲榜）                   | 26   |
| 瑞典（瑞典最熱榜）                           | 38   |
| 瑞士（瑞士热门音乐榜）                       | 53   |
| 台灣（HITO西洋排行榜）                       | 6    |
| 英國（官方榜单公司單曲榜）                   | 17   |
| 美國（Billboard Hot 100）                    | 24   |
| 美國（《告示牌》Adult Contemporary）         | 21   |
| 美國（《告示牌》Adult Pop Songs）            | 1    |
| 美國（《告示牌》Dance Club Songs）           | 23   |
| 美國（《告示牌》Hot Dance/Electronic Songs） | 2    |
| 美國（《告示牌》Pop Songs）                  | 2    |
| 美國（《告示牌》Rhythmic Songs）             | 38   |

| 榜單（2018年）                               | 排名 |
| -------------------------------------------- | ---- |
| 荷蘭（荷蘭四十強單曲榜）                     | 84   |
| 美國（《告示牌》Hot Dance/Electronic Songs） | 92   |
| 榜單（2019年）                               | 排名 |
| 澳大利亞（澳大利亞唱片業協會單曲榜）         | 88   |
| 比利时佛兰德（Ultratop單曲榜）               | 72   |
| 比利時瓦隆（Ultratop單曲榜）                 | 47   |
| 加拿大（加拿大百強單曲榜）                   | 45   |
| 獨立國協（Tophit）                           | 58   |
| 冰島（Plötutíðindi）                         | 46   |
| 拉脫維亞（拉脱维亚表演者和制片人协会）       | 70   |
| 荷蘭（荷蘭四十強單曲榜）                     | 79   |
| 波蘭（波蘭音像製品協會）                     | 91   |
| 葡萄牙（葡萄牙唱片業協會）                   | 143  |
| 俄羅斯（Tophit電台榜）                       | 51   |
| 美國（Billboard Hot 100）                    | 58   |
| 美國（《告示牌》Adult Contemporary Songs）   | 50   |
| 美國（《告示牌》Adult Pop Songs）            | 13   |
| 美國（《告示牌》Hot Dance/Electronic Songs） | 3    |
| 美國（《告示牌》Pop Songs）                  | 18   |

| 排行榜（2010－19年）                         | 排名 |
| -------------------------------------------- | ---- |
| 美國（《告示牌》Hot Dance/Electronic Songs） | 17   |

## 銷量認證
| 國家或地區                                           | 認證    | 認證單位/銷量 |
| ---------------------------------------------------- | ------- | ------------- |
| 澳大利亞（澳大利亚唱片业协会）                       | 2× 白金 | 140,000‡      |
| 比利時（比利時娛樂協會）                             | 金      | 20,000*       |
| 加拿大（加拿大音乐协会）                             | 2× 白金 | 160,000‡      |
| 丹麥（國際唱片業協會丹麥分會）                       | 金      | 45,000‡       |
| 法國（法國唱片出版業公會）                           | 金      | 100,000‡      |
| 義大利（意大利音乐产业联盟）                         | 白金    | 50,000‡       |
| 紐西蘭（新西兰唱片音乐协会）                         | 金      | 15,000‡       |
| 波蘭（波蘭音像製造商協會）                           | 白金    | 20,000‡       |
| 英國（英国唱片业协会）                               | 金      | 400,000‡      |
| 美國（美國唱片業協會）                               | 2× 白金 | 2,000,000‡    |
| - *僅含認證的實際銷量 - ‡僅含認證的串流媒體+實際銷量 |         |               |